# Rob McConnell

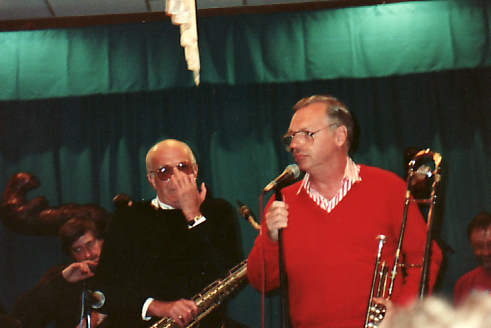
Rob McConnell (rechts), met Fraser MacPherson, in 1989

Robert Murray Gordon McConnell (London (Ontario), 14 februari 1935 - Toronto, 1 mei 2010) was een Canadese jazz-trombonist, componist, arrangeur en bigband-leider.
McConnell begon zijn muzikale loopbaan als beroepsmuzikant in het begin van de jaren vijftig. Hij speelde onder meer bij Don Thompson, Bobby Gimby en Maynard Ferguson. In de tweede helft van de jaren zestig was hij actief in de groep van klarinettist Phil Nimmons (1965-1969), ook begon hij in die tijd, in 1968, de bigband The Boss Brass. De groep bestond uit topomusici uit Toronto en groeide in de loop der jaren uit tot een gezelschap van 22 man. Met zijn bigband speelde hij aanvankelijk popmuziek, in 1976 verscheen de eerste (jazz-)plaat. Eind jaren tachtig was McConnell enige tijd woonachtig in Los Angeles en was de band inactief. De band was een van de meest populaire jazzgroepen van Canada en nam veel platen op voor Concord, onder andere een album met zanger Mel Tormé. De groep was actief tot eind jaren negentig, daarna werkte McConnell met een afgeslankte bigband van tien man, waarmee hij enkele albums opnam.
McConnell kreeg met zijn Boss Brass drie Grammy's, dertien keer werd hij genomineerd.
In 1997 werd McConnell opgenomen in de Canadian Music Hall of Fame, in 1998 werd hij officier in de Order of Canada.
McConnell overleed aan de gevolgen van kanker.

## Discografie (selectie)
- The Jazz Album, Sea Breeze, 1976
- Big Band Jazz, Umbrella, 1978
- Boss Brass Again, Umbrella, 1978
- Tribute, Pausa Records, 1980
- All in Good Time, Sea Breeze, 1982
- Old Friends, New Music, Unison, 1984
- Boss Brass & Woods, MCA, 1985
- Mel Tormé, Rob McConnell and the Boss Brass, Concord, 1986
- The Jive 5, Concord, 1990
- The Brass is Back, Concord, 1991
- Brassy and Sassy. Concord, 1992
- Our 25th Year, Concord, 1993
- Trio Sketches, Concord, 1993
- Overtime, Concord, 1994
- Don't Get Around Much Anymore, Concord, 1995
- Even Canadians Get the Blues, Concord, 1996
- Three for the Road, Concord, 1996
- Play the Jazz Classics, Concord, 1997
- Big Band Christmas, Concord, 1998
- Riffs I Have Known, Recall, 2002
- Live with the Boss, Black & Blue, 2002
- Thank You Ted, Justin Time Records, 2002
- Music of the Twenties, Justin Time, 2003
- So Very Rob (met de SWR Big Band), Hänssler Classic, 2004

- Bibliothèque nationale de France: cb139589326 (data)
- Gemeinsame Normdatei: 133157156
- International Standard Name Identifier: 0000 0000 7366 647X
- Library of Congress Control Number: n87134128
- MusicBrainz: 490d3da4-66f5-4b4e-a46f-8e2180eea397
- Nationale Bibliotheek van Israël: 987007349420805171
- Nederlandse Thesaurus van Auteursnamen: 071994793
- Virtual International Authority File: 66657764
- WorldCat: E39PBJx8FCj3xWrckdfQyYjBfq